# انتشار تسهیل‌شده
انتشار تسهیل‌شده (به انگلیسی: Facilitated Diffusion) (یا انتقال تسهیل شده

انتشار تسهیل شده در غشاء سلولی، کانال‌های یونی و پروتئین‌های ناقل نشان داده شده اند.

انتقال با مداخله غیرفعال) فرایند خود به خودی انتقال غیر فعال (در مقابل انتقال فعال) مولکول‌ها یا یون‌ها از غشای زیستی و با کمک پروتئین‌های سرتاسری تراغشائی خاصی است. انتقال تسهیل شده به علت غیرفعال بودنش، به طور مستقیم نیاز به انرژی شیمیایی از هیدرولیز ATP در مرحله انتقال نیست؛ در عوض، مولکول‌ها و یون‌ها در جهت شیب غلظت، طبق ذات طبیعی قانون انتشار جابجا می گردند.
انتشار تسهیل‌شده در چند مورد با انتشار ساده متفاوت است:
1. انتقال وابسته به پیوند مولکولی بین محموله مورد انتقال و کانال تعبیه شده در غشاء یا پروتئین حامل است.
2. نرخ انتشار تسهیل شده وابسته به اختلاف غلظت بین دو فاز بوده و ممکن است اشباع شود؛ برعکس انتشار آزاد که برحسب تفاضل غلظت به طور خطی عمل می کند.
3. وابستگی دمایی در انتقال تسهیل شده، به علت وجود رویداد پیوند فعال شده، در مقایسه با انتشار آزاد تفاوت قابل توجهی دارد. در انتشار آزاد وابستگی کمی به دما وجود دارد.[۲]

## پیوندهای بیرونی
- Facilitated Diffusion - Description and Animation
- Facilitated Diffusion- Definition and Supplement